# Polizeiruf 110: Der Rettungsschwimmer
Der Rettungsschwimmer ist ein deutscher Kriminalfilm von Lothar Hans aus dem Jahr 1982. Der Fernsehfilm erschien als 79. Folge der Filmreihe Polizeiruf 110.

## Handlung
Vor der Ostseeküste in Stralsund gerät eine junge Frau in Schwierigkeiten und droht zu ertrinken. Zwar reagiert der Rettungsschwimmer Heinrich nach einer Weile und holt die Frau an Land, doch kommt die Hilfe zu spät. Die Frau stirbt wenig später im Krankenhaus. Die Untersuchung des Falls wird Unterleutnant Daimler übertragen. Er hatte den Sommer lang Unterstützung von Oberleutnant Jürgen Hübner erhalten, der eigentlich am Tag des Unfalls abfahren wollte. Nun erkennt Jürgen Hübner, dass beim vorgeblichen Unfall etwas nicht stimmt, und verschiebt seine Abreise.
Bei der Toten handelt es sich um Heike Merten. Für ihren Verlobten Hans steht fest, dass Rettungsschwimmer Heinrich sie umgebracht hat. Die Ermittler erfahren, dass Heinrich mit Heike eine Affäre hatte und die Verbindung zu Hans zerstören wollte. Heikes beste Freundin Lilo sagt wiederum aus, dass Heike sich am Vortag von Hans getrennt habe. Sie wollte nach Berlin ziehen und dort Stoffgestaltung studieren. Erst am Vortag ihres Todes hatte sie die Zulassungspapiere unterschrieben. Heike hatte sich die Entscheidung für ein Studium nicht leicht gemacht. Sie stand zwischen zwei Männern – dem älteren Hans, der sie in einem goldenen Käfig hielt und bei dem sie sich zunehmend eingeengt fühlte, und bei Heinrich, der in ihrem Alter war, jedoch sofort überstürzt sein altes Leben hinter sich lassen wollte, um mit ihr zusammenzuleben.
Hans sucht Heinrich auf und beschuldigt ihn des Mordes an Heike. Die gerichtsmedizinische Untersuchung ergibt leichte Würgezeichen unterhalb des Halses; Heike war zudem von Heinrich schwanger. In Heinrichs Rettungsschwimmerturm finden die Ermittler den Lippenstift von Heike. Sie war beim Unfall mit einer Luftmatratze unterwegs gewesen, die die Ermittler bergen können. Es handelte sich dabei nicht um Heikes eigene Luftmatratze. Mittel- und Fußteil waren beschädigt und hatten zum Zeitpunkt von Heikes Seenot keine Luft mehr. Die Ermittler vermuten, dass die Matratze zur Rettungsschwimmerausrüstung von Heinrich gehört, doch der präsentiert beiden seine Luftmatratze. Sie erweist sich bei der Untersuchung als künstlich auf alt gemachte Neuware. Erst jetzt gibt Heinrich zu, sich am Unfalltag mit Heike gestritten zu haben. Er wollte spontan mit ihr schlafen, doch sie wehrte sich und trennte sich von ihm. Sie hielt ihm vor, dass er erst einmal erwachsen werden soll. Im Gerangel gingen Teile der Luftmatratze kaputt. Wenig später holte sich Heike die Matratze, um rauszuschwimmen, und Heinrich blies sie neu auf. Als Heike weit vom Ufer entfernt von der nun luftleeren Matratze rutschte und panisch um Hilfe schrie, wartete Heinrich bewusst einige Zeit, um ihr seine Männlichkeit und Kraft zu beweisen, ohne die sie verloren wäre. Als er sich schließlich zur Rettung entschloss, war es zu spät.

## Produktion
Der Rettungsschwimmer wurde vom 20. Juni bis 20. August 1981 auf Rügen, in Rathen und Hohnstein sowie in Stralsund und Umgebung gedreht. Die Kostüme des Films schuf Margot Berndt, die Filmbauten stammen von Hans-Joachim Hölzel und Jürgen Malitz. Der Film erlebte am 23. Mai 1982 im 1. Programm des Fernsehens der DDR seine Premiere. Die Zuschauerbeteiligung lag bei 55,1 Prozent.
Es war die 79. Folge der Filmreihe Polizeiruf 110. Oberleutnant Jürgen Hübner ermittelte in seinem 37. Fall.